# راس کورنر (نیوجرسی)
راس کورنر (به انگلیسی: Ross Corner) یک منطقهٔ مسکونی در ایالات متحده آمریکا است که در فرانکفورت، نیوجرسی واقع شده‌است. راس کورنر ۱٫۲۸۱ کیلومتر مربع مساحت و ۱۳ نفر جمعیت دارد و ۱۶۲ متر بالاتر از سطح دریا واقع شده‌است.